# ОШ „Стеван Јаковљевић” Параћин
ОШ „Стеван Јаковљевић” у Параћину је једна од установа основног образовања на територији општине Параћин.
Школа је почела са радом 1963. године и носи име професора и академика САНУ Стевана Јаковљевића.
Поред матичне школе постоје и издвојена одељења у местима Главица и Давидовац. Школа у Главици постоји од 1922. године, а школа у Давидовцу од 1930. године. Обе сеоске школе, пошто су изгубиле статус самосталних просветних установа, најпре су припадале Основној школи „Ђура Јакшић” у Параћину, а 1967. године припојене су Основној школи „Стеван Јаковљевић”, пошто су јој територијално ближе.
Прве четири године од оснивања, основна школа „Стеван Јаковљевић“ радила је у згради параћинске Економске школе, а 1967. године је добила своју зграду. Наставу похађа око 790 ученика. У школи је организован продужени боравак за ученике првог, другог и трећег разреда. У склопу ваннаставних активности организован је рад секција: шах, хор и оркестар, географија и ђачки парламент.